# Gaëtan de Rosnay
Gaëtan de Rosnay (1912 - 1992) fue un pintor francés nacido en Isla Mauricio, Perteneció al movimiento artístico llamado "La Jeune Peinture" (La Joven Pintura) de la Escuela de París, con pintores como Bernard Buffet, Yves Brayer, Louis Vuillermoz, Pierre-Henry, Daniel du Janerand, Maurice Boitel, Gaston Sébire, Paul Collomb, Jean Monneret, Maurice Verdier.
Exhibición virtual de Gaëtan de Rosnay
- Datos: Q3099944